# Raión de Jolm-Zhirkovski
El raión de Jolm-Zhirkovski (ruso: Холм-Жирко́вский райо́н) es un distrito administrativo y municipal (raión) ruso perteneciente a la óblast de Smolensk. Se ubica en el norte de la óblast. Su capital es Jolm-Zhirkovski.
En 2021, el raión tenía una población de 8784 habitantes.
El raión es limítrofe al norte con la óblast de Tver.

## Subdivisiones
Comprende el asentamiento de tipo urbano de Jolm-Zhirkovski (la capital) y los asentamientos rurales de Aguibalovo, Bogoliúbovo, Igorevskaya, Lejmino y Vladimirski Tupik. Estas seis entidades locales suman un total de 178 localidades.